# Украинцы в Белгородской области
Украи́нцы в Белгородской области (укр. Українці Білгородщини) — одна из крупнейших национальных общин, которая сформировалась исторически и внесла значительный вклад в освоение и развитие данного региона.
Исторически украинцы расселились на территории современной Белгородской области в XVII веке в период царствования Алексея Михайловича как вторая волна колонизации и освоения Слободской Украины (территорий современных Харьковской, Белгородской, Курской и Воронежской областей) после первой волны русской колонизации периода царствования Бориса Годунова.
Этот приграничный край активно заселялся в XVI—XVIII веках. Оседая здесь вблизи крепостей Белгородской засечной черты, преграждавшей крымским татарам дорогу в Русское государство, переселенцы брали на себя сторожевую службу и военную защиту пограничья. В царствование Анны Иоанновны, в соответствии с «Решительными пунктами» Даниила Апостола, земли стали предоставляться преимущественно выходцам из Правобережной Украины, находившейся под властью Речи Посполитой, желавшим получить свободные земли.

## История и демографический аспект
Основные черты этнической структуры населения территории современной Белгородской области сформировались ещё в XVII—XVIII столетиях и оставались таковыми вплоть до рубежа 1920-30-х гг.. В процессе заселения севера Слобожанщины в регион направлялись два примерно равных по величине этнических потока: русский — с севера, с территорий нынешних областей Центральной России, и украинский — с запада, прежде всего, с правобережных регионов Украины. Прибывая на территорию Белгородчины, русские и украинцы осваивали и заселяли новые земли практически не образуя общих поселений, за исключением некоторых крупных городов-крепостей. Как отмечал Д. И. Багалий «взаимодействие и модификация великорусов и малорусов были крайне незначительны в пределах Слободской Украины … в силу того, что жили они в разных селениях и редко смешивались друг с другом путём браков».
Существенные различия отмечались и в социальном составе колонизационных потоков. Среди русских в XVI—XVII вв. преобладали «служилые люди» (позже ставшие основой сословия однодворцев), а в XVIII — начале XIX — крепостные крестьяне, переводившиеся целыми поселениями для освоения дарованных или приобретённых земель. Украинская колонизация, напротив, имела вольный, практически никем не организованный характер, а среди переселенцев преобладало казачество и свободное крестьянство.
Академик Багалий заявлял, что при заселении Слобожанщины «борьба [между русскими и украинцами] происходила не редко, так как для неё была одна постоянно действующая причина — смешение на одной территории двух управлений (приказного-русского и малороссийского) и двух колонизационных типов». «Черкасы, как свободные выходцы из-за польского рубежа, пользовавшиеся правом вольного перехода, не хотели принимать на себя тех повинностей, которые несли великорусские служилые люди».
Позднее, уже в XVIII—XIX веке, с утратой стратегического значения приграничного региона, охранявшего рубежи Российского государства, украинское население Слободской Украины, состоявшее в значительной степени из казаков, утратило основную часть своих автономных прав, а крупнейший его социальный слой — крестьянство — и вовсе было закрепощено.
Соотношение восточнославянских языков в границах современной Белгородской области по переписи 1850 г. в Курской губернии:
| Уезд            | русский («великорусский») | украинский («малорусский») |
| --------------- | ------------------------- | -------------------------- |
| Область в целом | 53,0 %                    | 46,9 %                     |
| Белгородский    | 60,0 %                    | 40,0 %                     |
| Грайворонский   | 43,5 %                    | 56,5 %                     |
| Корочанский     | 71,2 %                    | 28,8 %                     |
| Новооскольский  | 34,7 %                    | 65,3 %                     |
| Старооскольский | 89,0 %                    | 11,0 %                     |
| Бирюченский     | 25,9 %                    | 74,0 %                     |
| Валуйский       | 47,0 %                    | 52,8 %                     |

Ко времени фиксации этно-национального состава населения территории современной Белгородской области в конце XIX века (перепись 1897 г.) и сразу после окончания гражданской войны (переписи 1920 и 1926 гг.), несмотря на более чем трёх вековое совместное проживание в регионе, два крупнейших этнических сообщества сохраняли основные черты национальной идентичности — язык, традиции, материальную культуру и т. д. Данное обстоятельство не отменяет и взаимного влияния русских и украинцев, проявляемое, прежде всего, в хозяйственных и бытовых вещах.
В XX веке развитие этно-национальной идентичности населения Белгородского региона (впрочем, описанные ниже тенденции в той же мере относятся и к Воронежскому и Курскому регионам) можно разделить на периоды. Первый — до 1930-х гг., когда в регионе продолжалось инерционное развитие двух этнических групп — русских и украинцев, как народов, живущих в тесном хозяйственном и экономическом контакте, однако воспроизводящих в своих сельских общинах этническую идентичность. Например, как отмечает Л. Н. Чижиковой: «Невест и женихов предпочитали выбирать в пределах своего села. Но в том случае, если не могли подыскать невесту в своём селе, украинцы ездили сватать в украинские сёла, как бы далеко они не были расположены, а русские — в сёла, населённые русскими».
В границах Белгородской области по переписи 1897 г. население разговаривало на двух языках: русском (в переписи — «великорусский») и украинском («малорусский»). Из указанной переписи в советскими властями был сделан вывод, что на территории сегодняшней Белгородской области русских проживало — 673 166 человек, украинцев — 439 926 человек:
| Уезд            | русский («великорусский») | украинский («малорусский») |
| --------------- | ------------------------- | -------------------------- |
| Область в целом | 60,1 %                    | 39,5 %                     |
| Белгородский    | 78,0 %                    | 21,2 %                     |
| Бирюченский     | 29,2 %                    | 70,2 %                     |
| Валуйский       | 48,6 %                    | 51,1 %                     |
| Грайворонский   | 40,9 %                    | 58,9 %                     |
| Корочанский     | 65,3 %                    | 34,3 %                     |
| Новооскольский  | 48,9 %                    | 51,0 %                     |
| Старооскольский | 91,3 %                    | 8,4 %                      |

В период с 1897 г. по 1926 г. соотношение русского и украинского населения на территории современной Белгородской области, несмотря на выпавшие на эти годы тяжелейшие потрясения, практически не изменилось: русские — 56 % в конце XIX вв. и 58 % — в 1926 г., украинцы соответственно — 44 % и 42 %.
В первые годы советской власти в регионе сохраняется устоявшийся веками характер территориального проживания двух общин: русские доминируют в северной части современной Белгородской области и в большинстве городов — Белгороде, Старом Осколе, Валуйках, а украинцы в прилегающих к УССР западных, южных и восточных уездах, а также в некоторых городах и крупных посёлках — Короче, Борисовке, Бирюче, Чернянке, Великомихайловка.
На 1920-е годы приходится период «коренизации», когда согласно принципам равенства всех народов и интернационального характера советского государства, в районах с преобладающим украинским населением делопроизводство и язык обучения были переведены с русского на украинский. Поскольку результаты переписи населения 1926 г. показали преобладание украинского населения на территории 11 современных районов Белгородской области (Алексеевский, Борисовский, Вейделевский, Волоконовский, Грайворонский, Краснояружский, Красненский, Красногвардейский, Новооскольский, Ровенский и Чернянский), то и практика «коренизации» административного аппарата и системы образования охватила практически половину территории нынешней Белгородской области.
Национальный состав административных единиц на территории современной Белгородской области по данным Всесоюзной переписи населения 1926 г.
| Административно-территориальная единица              | РУССКИЕ | РУССКИЕ | УКРАИНЦЫ | УКРАИНЦЫ | ПРОЧИЕ | ПРОЧИЕ | ВСЕГО     |
| Административно-территориальная единица              | чел.    | %       | чел.     | %        | чел.   | %      | чел.      |
| Всего на территории современной Белгородской области | 932 374 | 57,51   | 683 245  | 42,14    | 5 665  | 0,35   | 1 621 284 |
|                                                      |         |         |          |          |        |        |           |
| Валуйский уезд                                       |         |         |          |          |        |        |           |
| г. Валуйки                                           | 9 045   | 88,30   | 951      | 9,28     | 247    | 2,41   | 10 243    |
| Валуйская вол.                                       | 40 492  | 89,34   | 4 692    | 10,35    | 137    | 0,31   | 45 321    |
| Вейделевская вол.                                    | 13 312  | 42,38   | 17 944   | 57,13    | 155    | 0,50   | 31 411    |
| Волоконовская вол.                                   | 7 494   | 23,40   | 24 428   | 76,29    | 98     | 0,31   | 32 020    |
| Ливенская вол.                                       | 16 354  | 46,64   | 18 687   | 53,29    | 26     | 0,08   | 35 067    |
| Никитовская вол.                                     | 11 109  | 32,61   | 22 936   | 67,32    | 25     | 0,07   | 34 070    |
| Николаевская вол.                                    | 2 198   | 8,39    | 23 983   | 91,54    | 18     | 0,07   | 26 199    |
| Погромская вол.                                      | 21 063  | 52,29   | 19 145   | 47,53    | 74     | 0,18   | 40 282    |
| Уразовская вол.                                      | 14 401  | 39,04   | 22 407   | 60,74    | 82     | 0,23   | 36 890    |
| Россошанский уезд                                    |         |         |          |          |        |        |           |
| Ровеньская вол.                                      | 1 722   | 4,01    | 40 652   | 94,74    | 535    | 1,24   | 42 909    |
| Острогожский уезд                                    |         |         |          |          |        |        |           |
| Алексеевская вол.                                    | 21 340  | 35,29   | 39 001   | 64,50    | 125    | 0,21   | 60 466    |
| Буденовская вол.                                     | 24 240  | 47,78   | 26 337   | 51,92    | 153    | 0,31   | 50 730    |
| Луценковская вол.                                    | 4 510   | 11,87   | 33 321   | 87,71    | 161    | 0,42   | 37 992    |
| Нижнедевицкий уезд                                   |         |         |          |          |        |        |           |
| Шаталовская вол.                                     | 44 975  | 95,22   | 2 254    | 4,77     | 6      | 0,01   | 47 235    |
| КУРСКАЯ ГУБЕРНИЯ                                     |         |         |          |          |        |        |           |
| Белгородский уезд                                    |         |         |          |          |        |        |           |
| г. Белгород                                          | 27 345  | 88,11   | 2 243    | 7,23     | 1 448  | 4,67   | 31 036    |
| пгт. ст. Александровский                             | 1 333   | 84,37   | 222      | 14,05    | 25     | 1,58   | 1 580     |
| г. Короча                                            | 5 727   | 40,50   | 8 347    | 59,04    | 65     | 0,46   | 14 139    |
| пгт. Новотаволжанский сах. зав.                      | 612     | 65,52   | 280      | 29,98    | 42     | 4,49   | 934       |
| пгт. Шебекенский сах. зав.                           | 1 027   | 74,31   | 297      | 21,49    | 58     | 4,20   | 1 382     |
| Алексеевская вол.                                    | 17 341  | 60,64   | 11 234   | 39,28    | 23     | 0,08   | 28 598    |
| Большетроицкая вол.                                  | 15 764  | 49,24   | 16 231   | 50,70    | 19     | 0,06   | 32 014    |
| Верхопенская вол.                                    | 41 668  | 99,13   | 301      | 0,72     | 66     | 0,16   | 42 035    |
| Веселолопанская вол.                                 | 17 371  | 53,22   | 15 140   | 46,39    | 128    | 0,39   | 32 639    |
| Висловская вол.                                      | 16 390  | 70,15   | 6 937    | 29,69    | 37     | 0,16   | 23 364    |
| Зимовенская вол.                                     | 11 906  | 47,38   | 13 184   | 52,46    | 41     | 0,17   | 25 131    |
| Корочанская вол.                                     | 17 724  | 60,27   | 11 675   | 39,70    | 10     | 0,04   | 29 409    |
| Муромская вол.                                       | 19 754  | 80,23   | 4 822    | 19,58    | 45     | 0,18   | 24 621    |
| Прохоровская вол.                                    | 21 349  | 52,17   | 19 549   | 47,77    | 26     | 0,06   | 40 924    |
| Пушкарская вол.                                      | 21 093  | 81,83   | 4 651    | 18,04    | 33     | 0,12   | 25 777    |
| Старогородская вол.                                  | 34 260  | 84,84   | 6 065    | 15,02    | 59     | 0,14   | 40 384    |
| Стрелицкая вол.                                      | 18 810  | 74,05   | 6 575    | 25,88    | 17     | 0,06   | 25 402    |
| Томаровская вол.                                     | 40 158  | 73,81   | 14 221   | 26,14    | 30     | 0,06   | 54 409    |
| Шаховская вол.                                       | 30 917  | 99,66   | 81       | 0,26     | 26     | 0,08   | 31 024    |
| Шебекинская вол.                                     | 26 145  | 82,97   | 5 247    | 16,65    | 118    | 0,38   | 31 510    |
| Грайворонский уезд                                   |         |         |          |          |        |        |           |
| г. Грайворон                                         | 4 801   | 53,91   | 3 923    | 44,05    | 181    | 2,03   | 8 905     |
| пгт. Борисовка                                       | 1 370   | 6,63    | 19 217   | 93,04    | 68     | 0,33   | 20 655    |
| пгт. Готня                                           | 394     | 67,93   | 162      | 27,93    | 24     | 4,13   | 580       |
| Борисовская вол.                                     | 17 464  | 38,15   | 28 284   | 61,78    | 34     | 0,07   | 45 782    |
| Грайворонская вол.                                   | 3 649   | 13,56   | 23 199   | 86,21    | 63     | 0,23   | 26 911    |
| Дорогощанская вол.                                   | 26 556  | 70,97   | 10 826   | 28,93    | 34     | 0,09   | 37 416    |
| Краснояружская вол.                                  | 3 929   | 11,51   | 30 123   | 88,23    | 91     | 0,27   | 34 143    |
| Ракитянская вол.                                     | 22 575  | 50,77   | 21 827   | 49,08    | 66     | 0,15   | 44 468    |
| Старооскольский уезд                                 |         |         |          |          |        |        |           |
| г. Старый Оскол                                      | 19 495  | 96,55   | 273      | 1,35     | 424    | 2,09   | 20 192    |
| г. Новый Оскол                                       | 8 050   | 90,91   | 647      | 7,31     | 158    | 1,78   | 8 855     |
| Бобровская вол.                                      | 36 220  | 90,66   | 3 697    | 9,25     | 36     | 0,10   | 39 953    |
| Большехалонская вол.                                 | 21 595  | 74,60   | 7 303    | 25,23    | 48     | 0,16   | 28 946    |
| Великомихайловская вол.                              | 21 741  | 46,22   | 25 284   | 53,75    | 13     | 0,03   | 47 038    |
| Волотовская вол.                                     | 12 605  | 50,82   | 12 132   | 48,91    | 67     | 0,27   | 24 804    |
| Казачанская вол.                                     | 16 940  | 60,30   | 11 089   | 39,48    | 62     | 0,22   | 28 091    |
| Новооскольская вол.                                  | 17 426  | 48,88   | 18 206   | 51,07    | 18     | 0,05   | 35 650    |
| Скороднянская вол.                                   | 30 914  | 99,08   | 265      | 0,85     | 22     | 0,07   | 31 201    |
| Старооскольская вол.                                 | 37 424  | 97,05   | 1 080    | 2,80     | 58     | 0,15   | 38 562    |
| Чернянская вол.                                      | 10 277  | 32,13   | 21 668   | 67,74    | 40     | 0,13   | 31 985    |